# Dyby

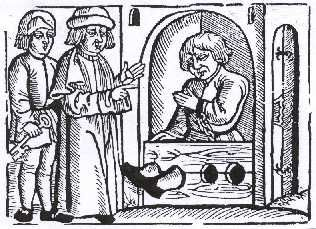
„Chłop w dybach”, Biernat z Lublina w: „Żywot Ezopa Fryga”, Kraków 1578

Dyby – pierwotne pęta drewniane, w postaci desek lub kłód z otworami umożliwiającymi zamknięcie rąk i nóg więźnia. Nazwą tą często określa się też gąsior lub kłodę.
Nie wiadomo, czy wynalazek ten sprowadzono do Polski z Niemiec, jednak nazwa zdaje się pochodzić z języka niemieckiego, ponieważ używano ich wobec złodziei (niem. Dieb). Dyby składają się z dwóch części z wycięciami na nogi lub ręce (w wersji „nożnej” dyby działają podobnie do kłody). Po zamknięciu obie części zbijano gwoździami drewnianymi lub zamykano na kłódkę.
Czasem stosowano zamknięcie w dyby na dłuższy okres w charakterze kary, najczęściej pozbawiając skazanego pożywienia.
W Anglii dyby były powszechną formą kary stosowaną przez ponad 500 lat. W Polsce podobnie, z tym że kara ta dotykała przeważnie chłopów pańszczyźnianych.
Słup, zwany pręgierzem, miał także rodzaj dyby żelaznej (zob. kuna), w którą zamykano stawianych pod nim złoczyńców.